# Ксав'є Джаннолі
Ксав'є Джаннолі (фр. Xavier Giannoli; нар. 7 березня 1972, Неї-сюр-Сен, Франція) — французький кінорежисер, сценарист та продюсер.

## Життєпис
Ксав'є Джаннолі народився 7 березня 1972 року в Неї-сюр-Сен, Франція. Закінчив філологічний факультет Сорбонни в Парижі. Працював журналістом, потім — помічником режисера. 
У 1993 році Ксав'є Джаннолі дебютував в кіно короткометражним фільмом «Засуджений», в якому знався Філіп Леотар.
Одна з короткометражок режисера — «Інтерв'ю» з Матьє Амальріком у головній ролі (1998), — отримала на Каннському кінофестивалю 1998 року Золоту пальмову гілку за найкращий короткометражний фільм та премію «Сезар» у категорії за найкращий короткометражний фільм.
На початку 2000-х Джаннолі знімав кліпи і рекламні ролики та виступив продюсером двох режисерських робіт Олів'є Ассаяса — «Демон-коханець» (2002) та «Очищення» (2004).
У 2003 році Ксав'є Джаннолі зняв свій перший повнометражний художній фільм «Пристрасні тіла» (Les corps impatients).

Мелодрама Джаннолі «Коли я був співаком» 2006 року про кохання постарілого співака і юної привабливої дівчини за участі Жерара Депардьє та Сесіль де Франс стала першою повнометражною стрічкою режисера яка змагалася за Золоту пальмову гілку Каннського кінофестивалю 2006 року.
У 2009 році на екрани вийшла стрічка Джаннолі «Спочатку» з Франсуа Клюзе та Еммануель Дево у головних ролях. Фільм змагався за Золоту пальмову гілку 62-го Каннського кінофестивалю та був номінований на кінопремію «Сезар» 2010 року в 11-ти категоріях, у тому числі за найкращий фільм та найкращу режисерську роботу.
Комедійна драма Джаннолі 2012 року «Суперзірка» брав участь у 69-му Венеційському кінофестивалі та змагався за головну нагороду — Золотого лева.
У 2015 році Ксав'є Джаннолі представив у головній конкурсній програмі 72-го Венеційського кінофестивалю свій новий біографічний фільм про життя американської співачки Флоренс Фостер Дженкінс «Маргарита», який отримав приз фестивалю Nazareno Taddei.
Ксав'є Джаннолі разом з Едуаром Вайлем є засновником незалежної продюсерської компанії.

## Фільмографія
Режисер, сценарист, оператор
| Рік  | Українська назва                       | Оригінальна назва                  | Примітки                             |
| ---- | -------------------------------------- | ---------------------------------- | ------------------------------------ |
| 1993 | Засуджений                             | Le condamné                        | короткометражний, режисер, сценарист |
| 1994 | Свята земля                            | Terre sainte                       | короткометражний, режисер, сценарист |
| 1994 | Мені дуже подобається те, що ви робите | J'aime beaucoup ce que vous faites | короткометражний, режисер, сценарист |
| 1996 | Діалог на вершині                      | Dialogue au sommet                 | короткометражний, режисер            |
| 1998 | Інтерв'ю                               | L'interview                        | короткометражний, режисер, сценарист |
| 2003 | Пристрасні тіла                        | Les corps impatients               | режисер, сценарист, оператор         |
| 2005 | Авантюра                               | Une aventure                       | режисер, сценарист                   |
| 2006 | Коли я був співаком                    | Quand j'étais chanteur             | режисер, сценарист                   |
| 2009 | Спочатку                               | À l'origine                        | режисер, сценарист                   |
| 2012 | Суперзірка                             | Superstar                          | режисер, сценарист                   |
| 2015 | Маргарита                              | Marguerite                         | режисер, сценарист                   |
| 2021 | Втрачені ілюзії                        | Illusions perdues                  | режисер, сценарист                   |
| 2023 | З грошей і крові                       | D'argent et de sang                | режисер, сценарист                   |

Продюсер
| Рік  | Українська назва | Оригінальна назва      | Примітки              |
| ---- | ---------------- | ---------------------- | --------------------- |
| 2002 | Демон-коханець   | Demonlover             |                       |
| 2004 | Очищення         | Clean                  |                       |
| 2011 | Я оголошую війну | La guerre est déclarée | асоційований продюсер |

## Визнання
У 2010 році Ксав'є Джаннолі народжений французьким орденом Мистецтв та літератури (Кавалер).
| Нагороди та номінації Ксав'є Джаннолі                                | Нагороди та номінації Ксав'є Джаннолі                     | Нагороди та номінації Ксав'є Джаннолі              | Нагороди та номінації Ксав'є Джаннолі |
| Рік                                                                  | Категорія                                                 | Фільм                                              | Результат                             |
| -------------------------------------------------------------------- | --------------------------------------------------------- | -------------------------------------------------- | ------------------------------------- |
| Кінофестиваль поліцейських фільмів у Коньяку                         |                                                           |                                                    |                                       |
| 1995                                                                 | Найкращий короткометражний фільм                          | Свята земля                                        | Перемога                              |
| Міжнародний кінофестиваль короткометражних фільмів у Клермон-Феррані |                                                           |                                                    |                                       |
| 1996                                                                 | Спеціальна згадка молодого журі                           | Мені дуже подобається те, що ви робите             | Перемога                              |
| Премія «Сезар»                                                       |                                                           |                                                    |                                       |
| 1997                                                                 | Найкращий короткометражний фільм                          | Діалог на вершині                                  | Номінація                             |
| 1999                                                                 | Найкращий короткометражний фільм                          | Інтерв'ю                                           | Перемога                              |
| 2007                                                                 | Найкращий фільм                                           | Коли я був співаком                                | Номінація                             |
| 2007                                                                 | Найкращий сценарій                                        | Коли я був співаком                                | Номінація                             |
| 2010                                                                 | Найкращий фільм                                           | Спочатку                                           | Номінація                             |
| 2010                                                                 | Найкраща режисерська робота                               | Спочатку                                           | Номінація                             |
| 2010                                                                 | Найкращий сценарій                                        | Спочатку                                           | Номінація                             |
| 2016                                                                 | Найкращий фільм                                           | Маргарита                                          | Номінація                             |
| 2016                                                                 | Найкращий режисер                                         | Маргарита                                          | Номінація                             |
| 2016                                                                 | Найкращий сценарій                                        | Маргарита                                          | Номінація                             |
| Каннський кінофестиваль                                              |                                                           |                                                    |                                       |
| 1998                                                                 | Золота пальмова гілка за найкращий короткометражний фільм | Інтерв'ю                                           | Перемога                              |
| 2006                                                                 | Золота пальмова гілка                                     | Коли я був співаком                                | Номінація                             |
| 2009                                                                 | Золота пальмова гілка                                     | Спочатку                                           | Номінація                             |
| Туринський кінофестиваль молодого кіно                               |                                                           |                                                    |                                       |
| 1900                                                                 | Приз Туріна за найкращий короткометражний фільм           | Інтерв'ю                                           | Перемога                              |
| Кришталевий глобус                                                   |                                                           |                                                    |                                       |
| 2007                                                                 | Найкращий фільм                                           | Коли я був співаком                                | Номінація                             |
| 2010                                                                 | Найкращий фільм                                           | Спочатку                                           | Номінація                             |
|                                                                      |                                                           |                                                    |                                       |
| 2010                                                                 | Приз товариства драматичних авторів і композиторів        | Приз товариства драматичних авторів і композиторів | Перемога                              |
| Венеційський кінофестиваль                                           |                                                           |                                                    |                                       |
| 2012                                                                 | Золотий лев                                               | Суперзірка                                         | Номінація                             |
| 2012                                                                 | Золотий лев                                               | Маргарита                                          | Номінація                             |
| 2012                                                                 | Приз Золота крапля                                        | Маргарита                                          | Номінація                             |
| 2012                                                                 | Приз Nazareno Taddei                                      | Маргарита                                          | Перемога                              |
| Премія «Люм'єр»                                                      |                                                           |                                                    |                                       |
| 2016                                                                 | Найкращий фільм                                           | Маргарита                                          | Номінація                             |
| 2016                                                                 | Найкращий режисер                                         | Маргарита                                          | Номінація                             |
| 2016                                                                 | Найкращий сценарій                                        | Маргарита                                          | Номінація                             |